# Bregninge (Ærø Kommune)
Bregninge (deutsch Breining) ist eine dänische Ortschaft mit weniger als zweihundert Einwohnern (Stand 1. Januar 2025) auf Ærø. Die Ortschaft liegt im gleichnamigen Kirchspiel (Bregninge Sogn), das bis 1970 zur Harde Ærø Herred im damaligen Svendborg Amt (bis 1864: Nordborg Amt) gehörte. Mit der Auflösung der Hardenstruktur wurde das Kirchspiel in die Kommune Ærøskøbing im neugegründeten Fyns Amt aufgenommen, die Kommune wiederum ging ein Jahr vor der Kommunalreform zum 1. Januar 2007 mit der Marstal Kommune in der Kommune Ærø auf, die mittlerweile zur Region Syddanmark gehört.

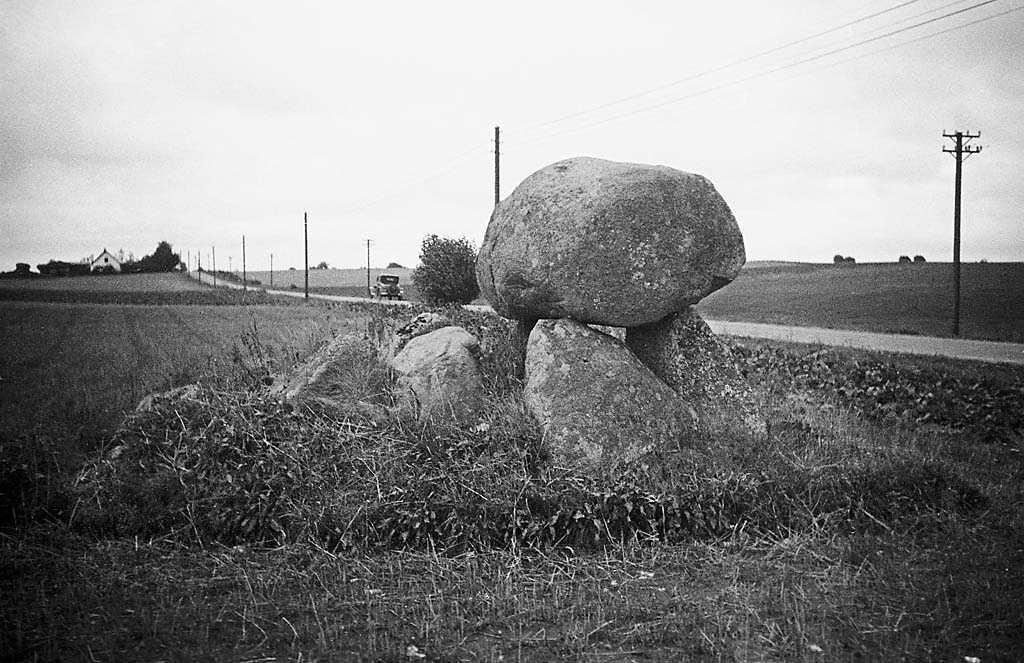
Dolmen in Bregninge, Lolland

Bregninge liegt etwa sechs Kilometer südöstlich von Søby und ebenfalls etwa sechs Kilometer westlich von Ærøskøbing.